# مكتبة مدرسية

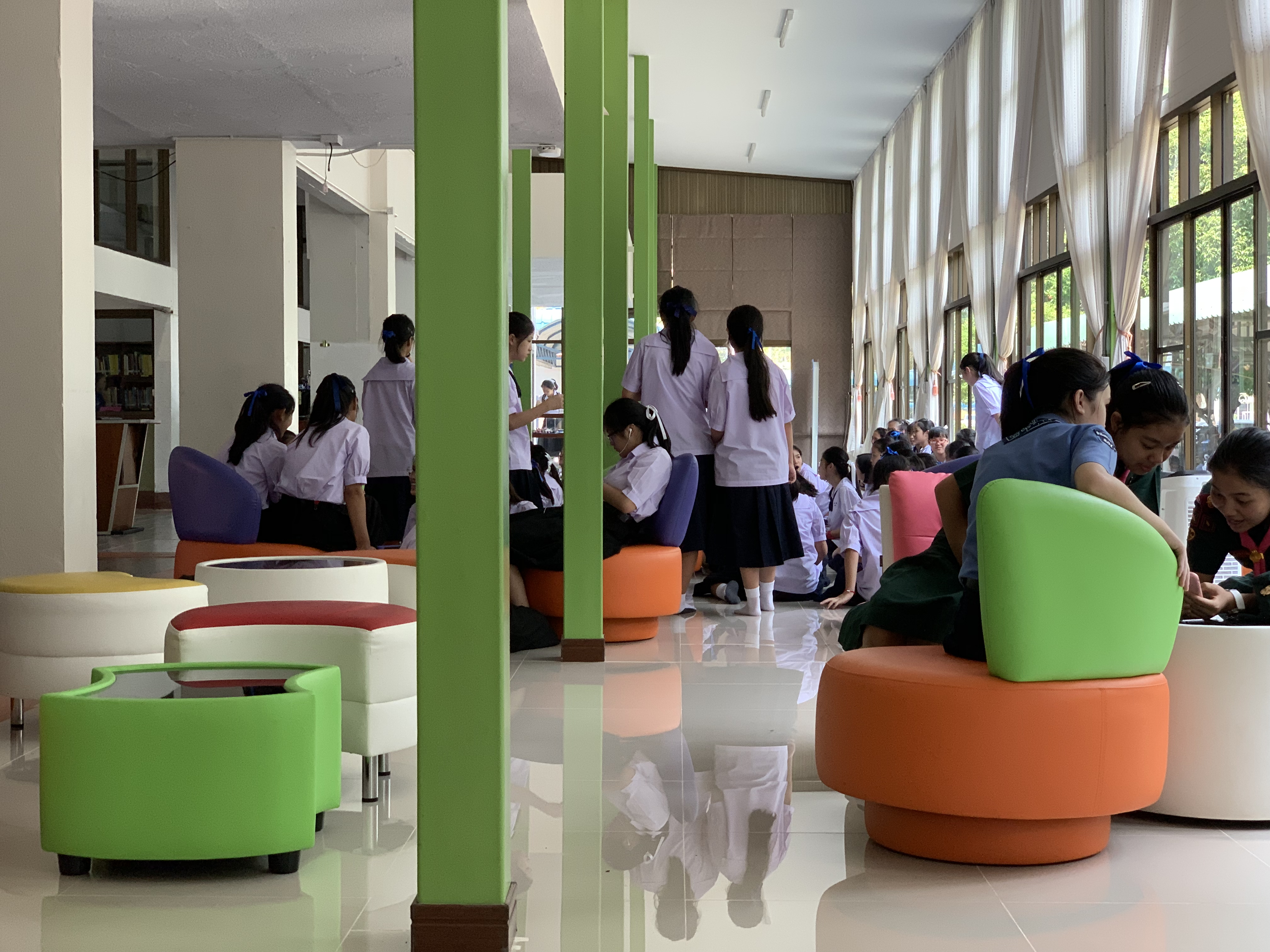
أطفال مدرسة داخل مكتبة مدرسة سماخي ويثاياخوم، تايلاند.

المكتبة المدرسية هي مكتبة داخل المدرسة حيث يمكن للطلاب والموظفين، وفي كثير من الأحيان أولياء الأمور في مدرسة عامة أو خاصة، الوصول إلى مجموعة متنوعة من الموارد. الهدف من المكتبة المدرسية هو ضمان حصول جميع أعضاء المجتمع المدرسي على حق الوصول العادل إلى الكتب والقراءة والمعلومات وتكنولوجيا المعلومات. تستخدم المكتبة المدرسية جميع أنواع الوسائط... مؤتمتة، وتستخدم الإنترنت [وكذلك الكتب] لجمع المعلومات. تعمل مكتبة المدرسة كمركز ووكالة تنسيق لجميع المواد المستخدمة في المدرسة.